# Mildred Davis

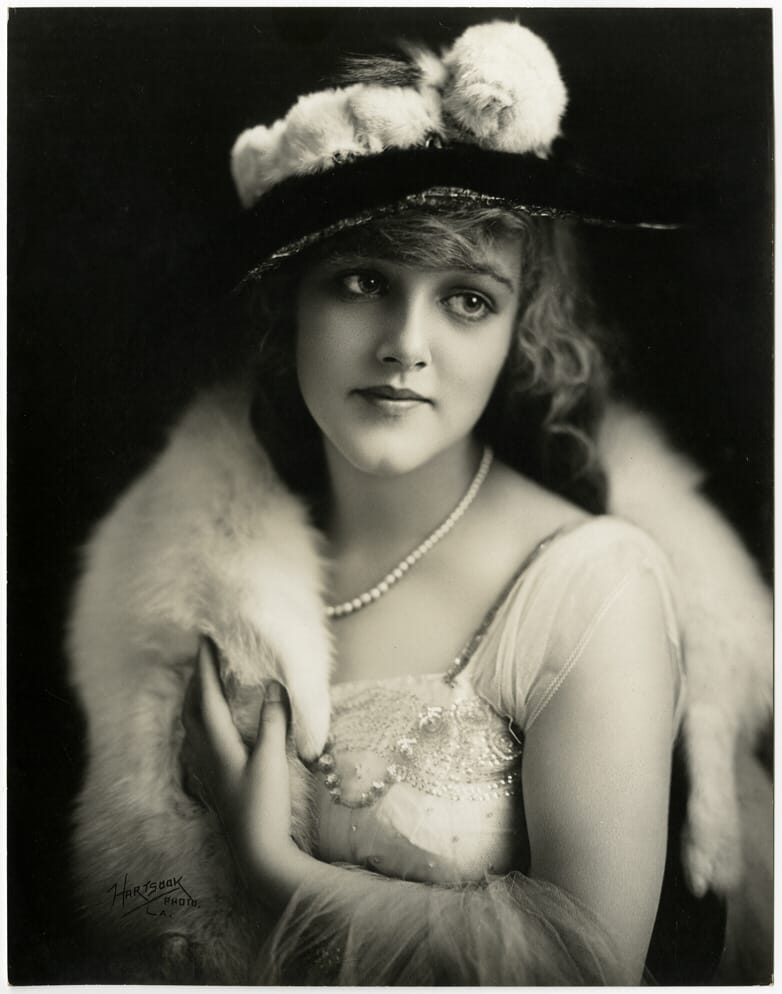
Mildred Davis (um 1922)

Mildred Hillary Davis (* 22. Februar 1901 in Philadelphia, Pennsylvania; † 18. August 1969 in Santa Monica, Kalifornien) war eine US-amerikanische Schauspielerin.

## Leben
Mildred Davis stand ab 1916 in einigen kleinen Nebenrollen vor der Kamera, allerdings zunächst ohne größere Aufmerksamkeit zu erlangen. Ab 1919 war sie die Partnerin von Harold Lloyd in mehreren seiner Stummfilme. Auch privat wurde sie am 10. Februar 1923 die Ehefrau des Starkomikers. In demselben Jahr feierten beide mit Ausgerechnet Wolkenkratzer! ihren größten gemeinsamen Erfolg, doch bald nach ihrer Hochzeit mit Lloyd zog sie sich ins Privatleben zurück. Nur für den Film Ein Gaunerparadies kehrte sie 1927 noch einmal vor die Kamera zurück.
Mildred Davis und Lloyd blieben bis zu ihrem Tod verheiratet und hatten drei Kinder: Harold Lloyd Jr. (1931–1971), Gloria Lloyd Roberts (1924–2012) und die Adoptivtochter Marjorie Elisabeth Lloyd (1925–1986). Mildred Davis verstarb im Alter von 68 Jahren an einem Herzinfarkt.

## Filmografie
- 1916: Marriage a la Carte
- 1917: What’ll We Do with Uncle? (Kurzfilm)
- 1917: Fighting Mad
- 1918: Bud’s Recruit (Kurzfilm)
- 1918: A Weaver of Dreams (Verschollen)
- 1919: All Wrong
- 1919: Start Something (Kurzfilm)
- 1919: All at Sea (Kurzfilm)
- 1919: Call for Mr. Caveman (Kurzfilm)
- 1919: Giving the Bride Away (Kurzfilm)
- 1919: Order in the Court (Kurzfilm)
- 1919: It’s a Hard Life (Kurzfilm)
- 1919: How Dry I Am (Kurzfilm)
- 1919: Looking for Trouble (Kurzfilm)
- 1919: Tough Luck (Kurzfilm)
- 1919: Von der Hand in den Mund (From Hand to Mouth, Kurzfilm)
- 1919: The Floor Below (Kurzfilm)
- 1920: Red Hot Hottentotts (Kurzfilm)
- 1920: Why Go Home? (Kurzfilm)
- 1920: Der falsche Prinz (His Royal Slyness, Kurzfilm)
- 1920: Getting His Goat (Kurzfilm)
- 1920: Der Autonarr (Get Out and Get Under, Kurzfilm)
- 1920: Die Nummer, bitte? (Number, Please?, Kurzfilm)
- 1920: Er im Haus des Schreckens (Haunted Spooks, Kurzfilm)
- 1920: Er im Wilden Westen (An Eastern Westerner, Kurzfilm)
- 1920: Er heilt die Mondsüchtigen (High and Dizzy, Kurzfilm)
- 1921: Er im Schlafwagen (Now or Never, Kurzfilm)
- 1921: Er auf Fuchsjagd (Among Those Present, Kurzfilm)
- 1921: Er als zwanzigfacher Familienvater (I Do, Kurzfilm)
- 1921: Nur nicht schwach werden (Never Weaken, Kurzfilm)
- 1921: Matrose wider Willen (A Sailor-Made Man)
- 1921: Humor Risk (Kurzfilm, Verschollen)
- 1921: High Society (Kurzfilm)
- 1922: Großmutters Junge (Grandma’s Boy)
- 1922: Dr. Jack
- 1923: Ausgerechnet Wolkenkratzer! (Safety Last!)
- 1923: Temporary Marriage
- 1923: Gebrandmarkt (Condemned)
- 1927: Ein Gaunerparadies (Too Many Crooks)